# Євреї та юдаїзм у Миколаєві

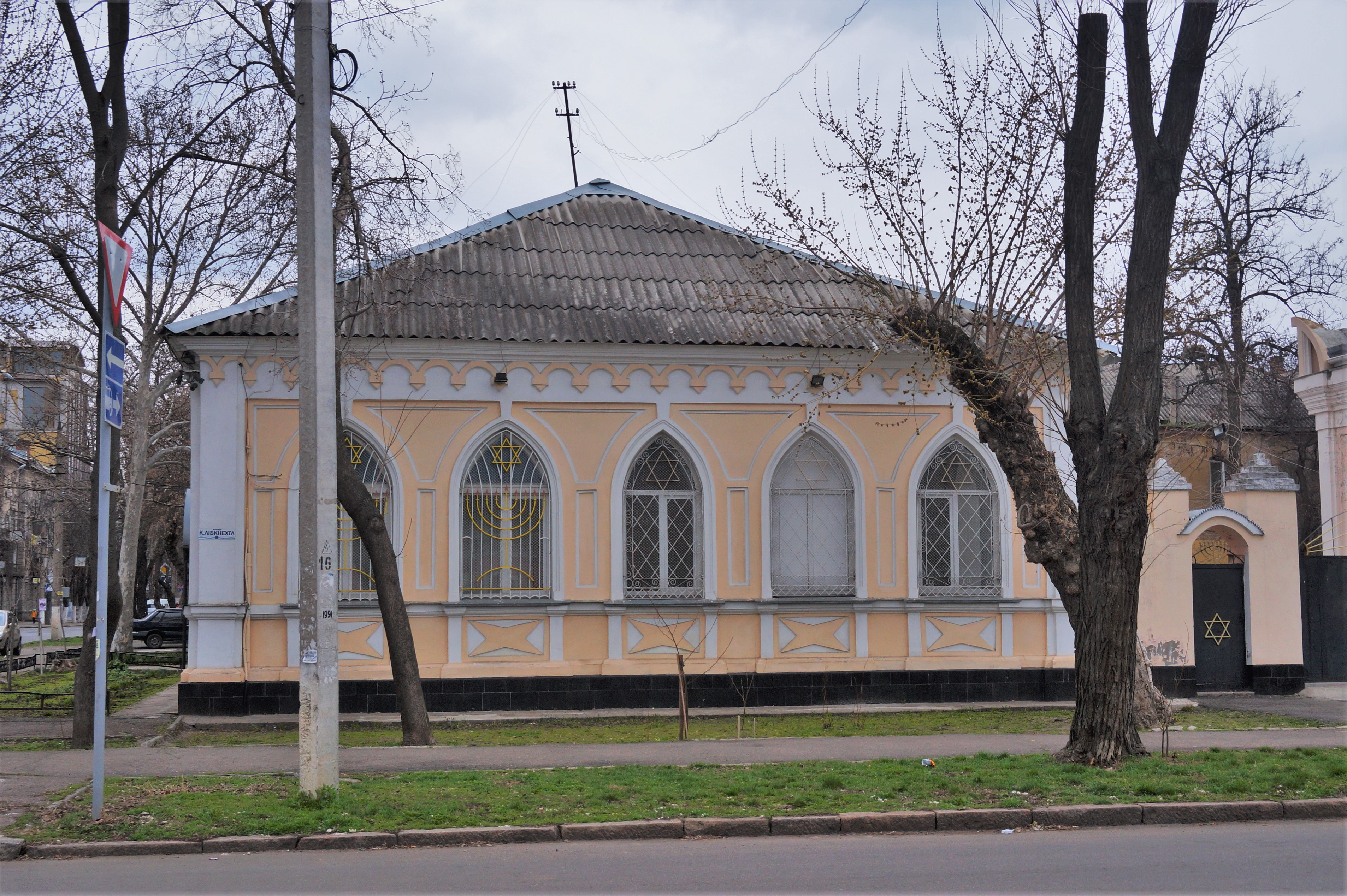
Миколаївська синагога

Єврейська громада утворилася у Миколаєві практично з самого заснування міста. Лідером громади є Рабин Шолом Готтліб.
Євреї займалися переважно торгівлею й аптекарською справою. У 1822 році на Чернігівській вулиці (б. 13) була зведена Стара синагога. При синагозі діяв молитовний будинок і школа. У 1884 році на розі Великої Морської та Фалєєвської вулиць була зведена двоповерхова Хоральна синагога. У березні 1885 року відбувся урочистий обряд переміщення в Арон-а-Кодеш сувоїв Тори.

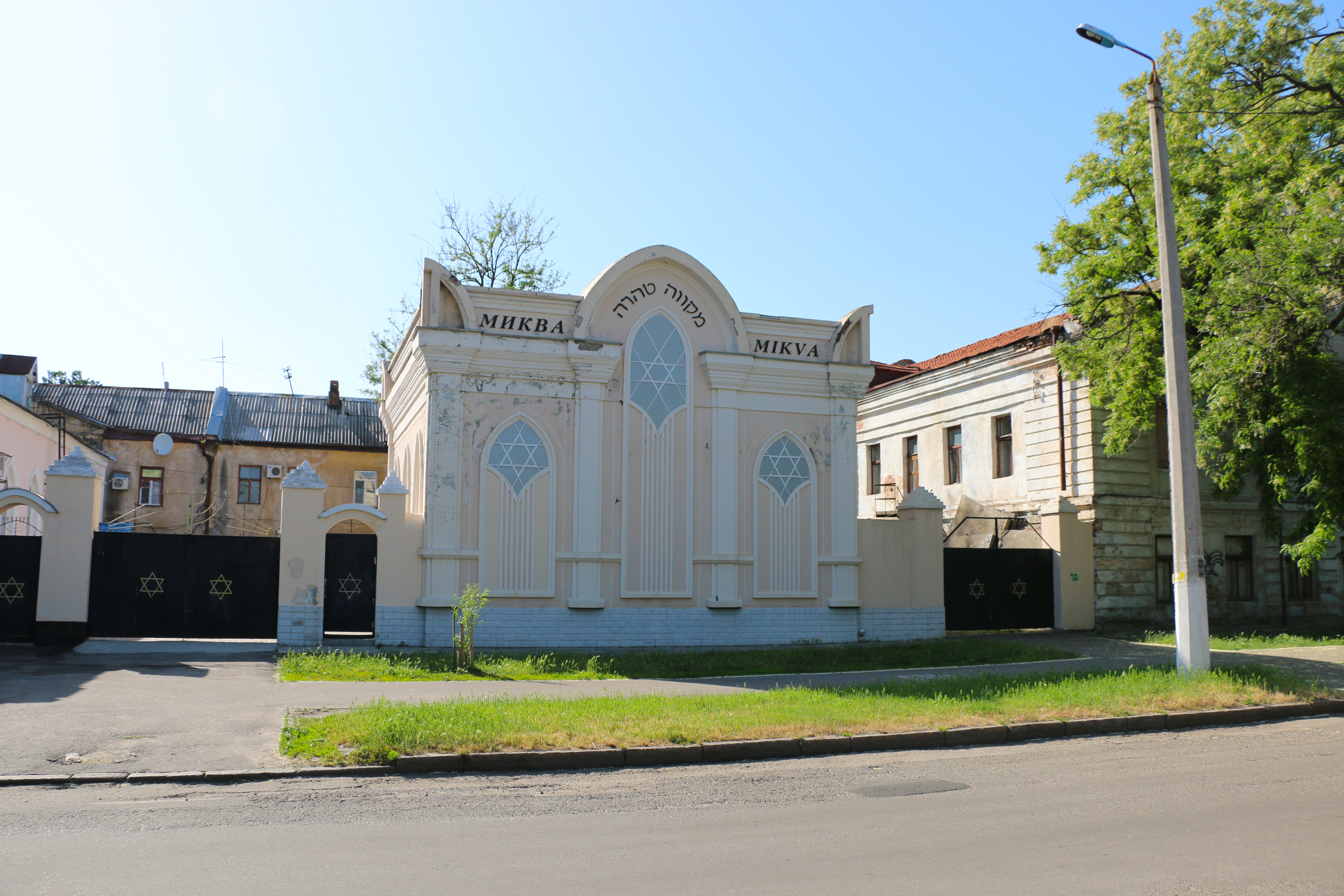
Міква Миколаївської синагоги

Примітний є факт народження в 1902 році в Миколаєві Менахема Мендля Шнеєрсона — одного з найвизначніших єврейських діячів XX століття, сьомого і останнього Любавичського ребе. У березні-квітні 2002 року в Миколаєві пройшли численні заходи, пов'язані з його 100-річним ювілеєм.
Хоральну синагогу закрили в 1928 році (будівля перетворено в клуб для робітників-євреїв), а Стару синагогу — в 1935 році. До 1941 року в Миколаєві залишався один молитовний будинок «Хабад» (за адресою Шевченка, 56) — велика одноповерхова будівля, яка після завершення війни знаходився молитовний будинок християн-баптистів.
9 грудня 1946 року зареєстрована єврейська релігійна громада міста. Віруючих на той час було всього 549 чоловік. Оскільки молитовний будинок «Хабад» був відданий баптистам, то було вирішено повернути громаді невеликий молитовний будинок «Ашкеназі» на вулиці Чернігівській, 19. Рабином обраний Мойсей Фукс, якому в той час було вже 72 роки. Парафіянами в основному були літні люди. На великі свята запрошували з Одеси чи Львова канторів, так як свого не було. Містилася синагога за рахунок пожертвувань прихожан. Зі смертю чергового рабина 21 квітня 1962 року за рішенням Миколаївського облвиконкому єдину синагогу в області було закрито. У 1970 році останні 7 екземплярів Тори були передані Одеській релігійній громаді. 

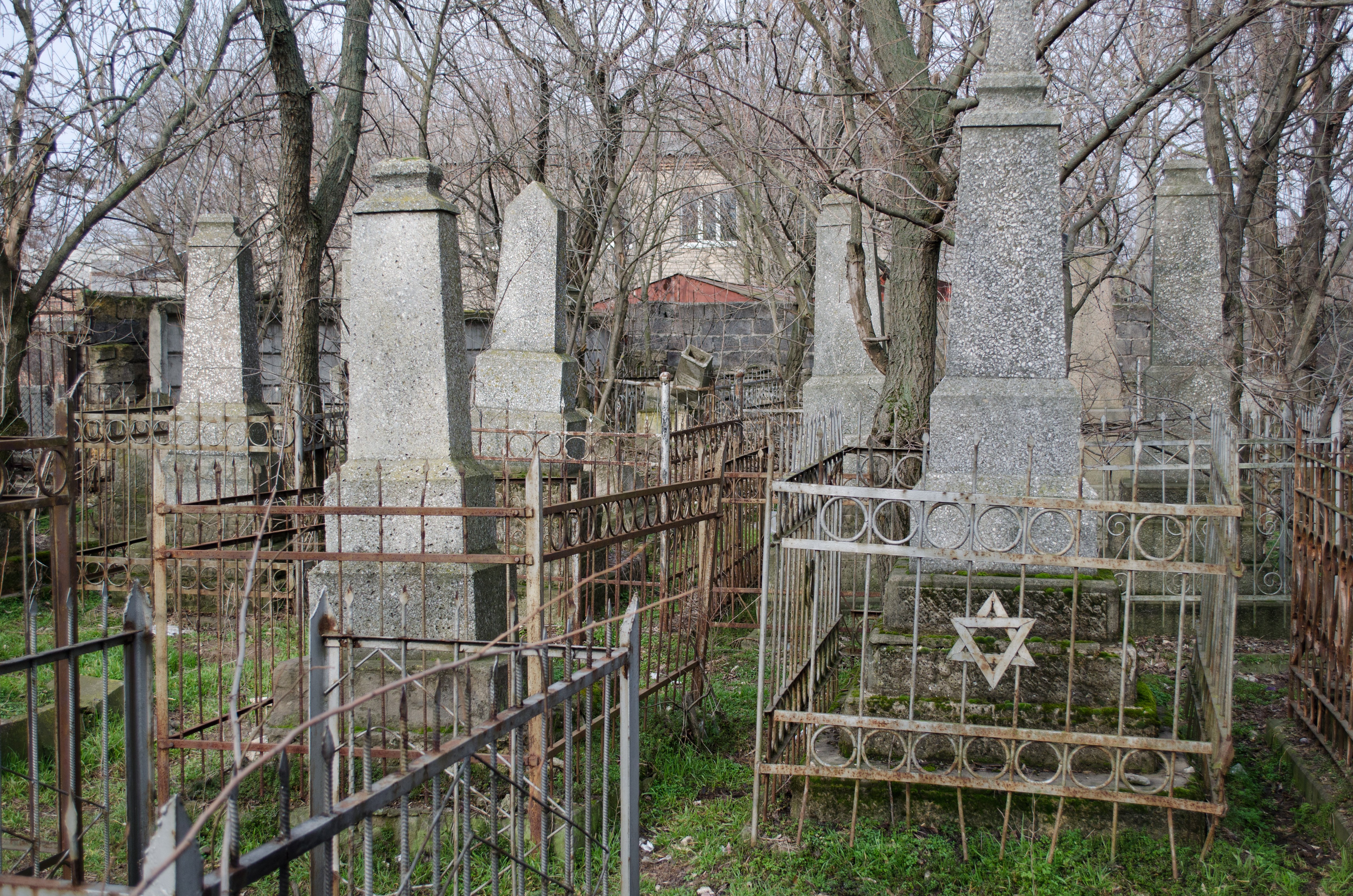
Єврейські могили на Некрополі Миколаєва

4 серпня 1992 року в Миколаєві знову була відкрита синагога в старій будівлі молитовної школи вулиці Карла Лібкнехта, 15. Першим рабином став громадянин США Беролл Антіпіс, а головою єврейського релігійного товариства обраний Борух Кітниць. На початку вересня 1999 року, напередодні єврейського нового року, миколаївських євреїв відвідав міністр Держави Ізраїль у справах релігії Іцхак Коен. Серед супроводжуючих гостей в Миколаєві були голова Ізраїльського культурного центру в Києві Шмуел Лівне, та рабин Херсона Йосип Вольф.
При громаді діє єврейська національна школа «Ор Менахем», дитячий садок «Хая Мушка».
Видається газета «Яхад».